# Ruperta Charles
Ruperta Charles (* 25. August 1962) ist eine ehemalige antiguanische Sprinterin. Sie war auf den 100-Meter-Lauf spezialisiert.
Ruperta Charles trat bei den Olympischen Sommerspielen 1984 in Los Angeles an. Im Wettkampf über 100 m und der 4 × 400-m-Staffel schied sie jeweils in der Vorrunde aus. Qualifiziert hatte sie sich durch ihre Teilnahme bei den Weltmeisterschaften 1983 in Helsinki.
Sie ist die Mutter von Afia Charles (* 1992) und die Cousine von Tabia Charles (* 1985).